# Padrón (Ames)
Padrón es una aldea española situada en la parroquia de Ames, del municipio de Ames, en la provincia de La Coruña, Galicia.

## Demografía
| Gráfica de evolución demográfica de Padrón entre 2000 y 2018 |
|                                                              |
| Datos según el nomenclátor publicado por el INE.             |